# 48:13
48:13 è il quinto album in studio del gruppo musicale Kasabian, pubblicato dalla Columbia Records il 9 giugno 2014 nel Regno Unito e dalla Sony Music in Europa, Australia e Giappone a partire dal 10 giugno 2014. Negli Stati Uniti l'album è stato pubblicato il 7 ottobre 2014 dalla Harvest Records.
Anticipato dal controverso singolo eez-eh, caratterizzato da uno stile tipicamente dance, il disco è un ritorno alle sonorità del primo omonimo album della band, con un maggiore uso dell'elettronica e forti influenze hip hop mischiate alle sempre comunque presenti melodie rock e neopsichedeliche.
È il quarto album consecutivo dei Kasabian a debuttare alla prima posizione della Official Albums Chart, e il secondo della loro carriera a ricevere il premio come miglior album dell'anno agli NME Awards.

## Produzione

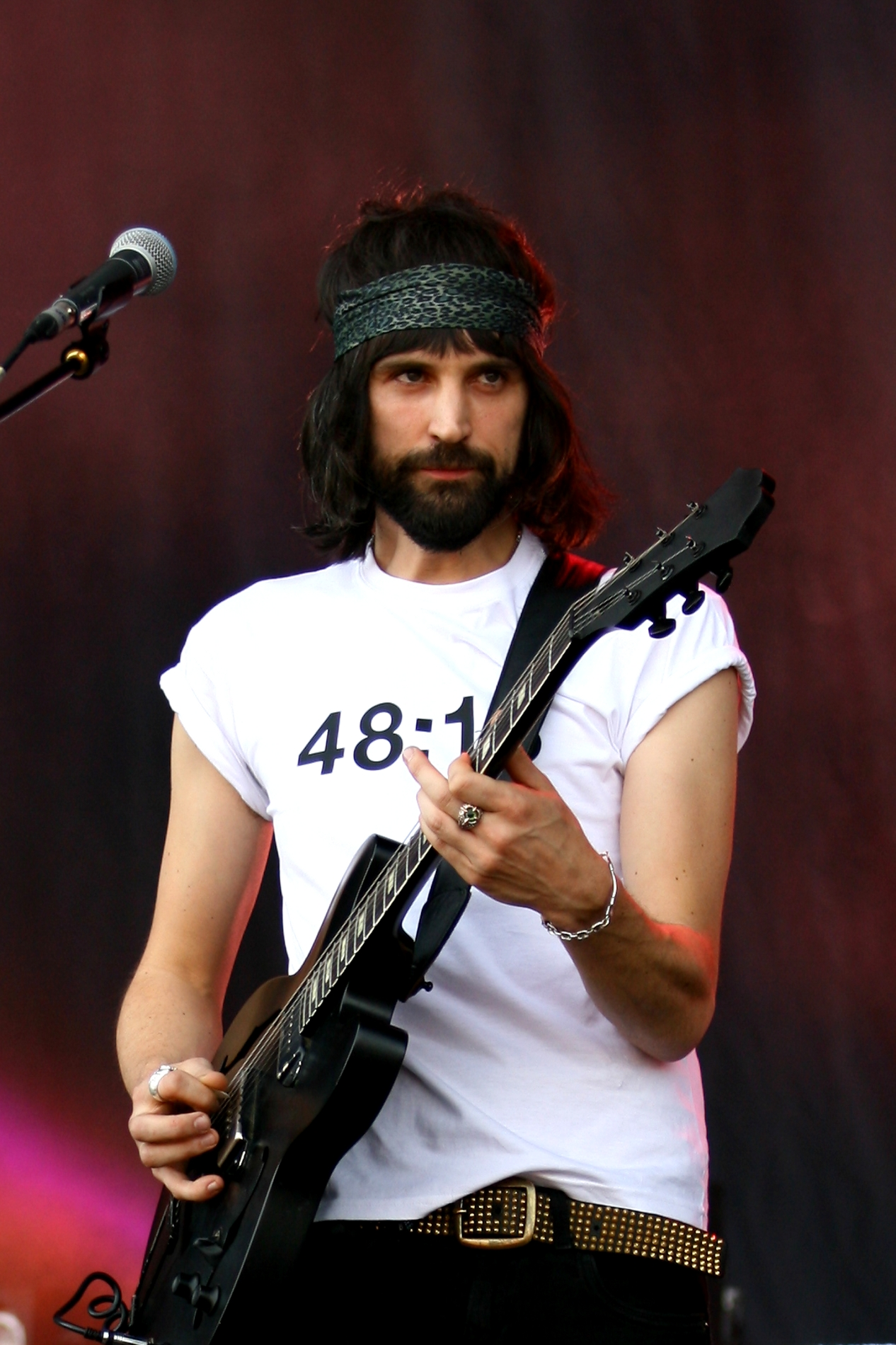
Sergio Pizzorno, cantante, compositore, strumentista, produttore e mente principale dei Kasabian

Il 13 novembre 2013 in un video postato su YouTube, la band rivela che durante i sei mesi precedenti Sergio Pizzorno ha elaborato del nuovo materiale per la creazione di un album. In un'intervista a QRO Magazine, viene rivelato che l'intero disco sarà prodotto interamente dallo stesso Pizzorno. La band registra agli State of the Ark Studios di Londra nel novembre 2013 per tre settimane, mentre agli Abbey Road Studios sono state registrate con la London Metropolitan Orchestra le parti orchestrali prodotte da Sergio Pizzorno. con l'assistenza di Jessica Dannheiser e della stessa orchestra. Vengono anche nominati Mark "Spike" Stent e Steve McLaughlin come responsabili, rispettivamente, dell'ingegneria e del missaggio. Dannheiser e McLaughlin hanno collaborato con la band anche nel precedente Velociraptor!.
Tra le influenze principali per la composizione di 48:13 sono stati citati gruppi e artisti come Nirvana, Kanye West e Death Grips. In un'intervista di NME, nel gennaio 2014, Tom Meighan ha descritto così il nuovo lavoro dei Kasabian:
Il 28 aprile 2014 vengono pubblicate la lista tracce completa e la cover di 48:13. Quest'ultima, molto semplice e particolare, consiste nel nome della band e la durata di ogni singolo brano incolonnate al di sotto di esso, con "48:13" (nome e durata totale del disco) nell'ultima riga, il tutto scritto in nero su uno sfondo rosa. Tale scelta è nata dalla volontà della band di "essere il più diretti possibile in tutti gli aspetti dell'album, dalla copertina ai titoli, dalla musica ai testi". Il rosa è stato invece scelto, secondo lo stilista Aithour Trup (autore della copertina insieme a Sergio Pizzorno) perché ritenuto l'antitesi degli altri colori e molto "sovversivo", in quanto usato dai punk per sembrare più aggressivi.
Anche i titoli delle canzoni sono stati abbreviati il più possibile, con l'utilizzo di una sola parola per ognuno di essi. Presentando per la prima volta l'album, Pizzorno ha infatti detto:

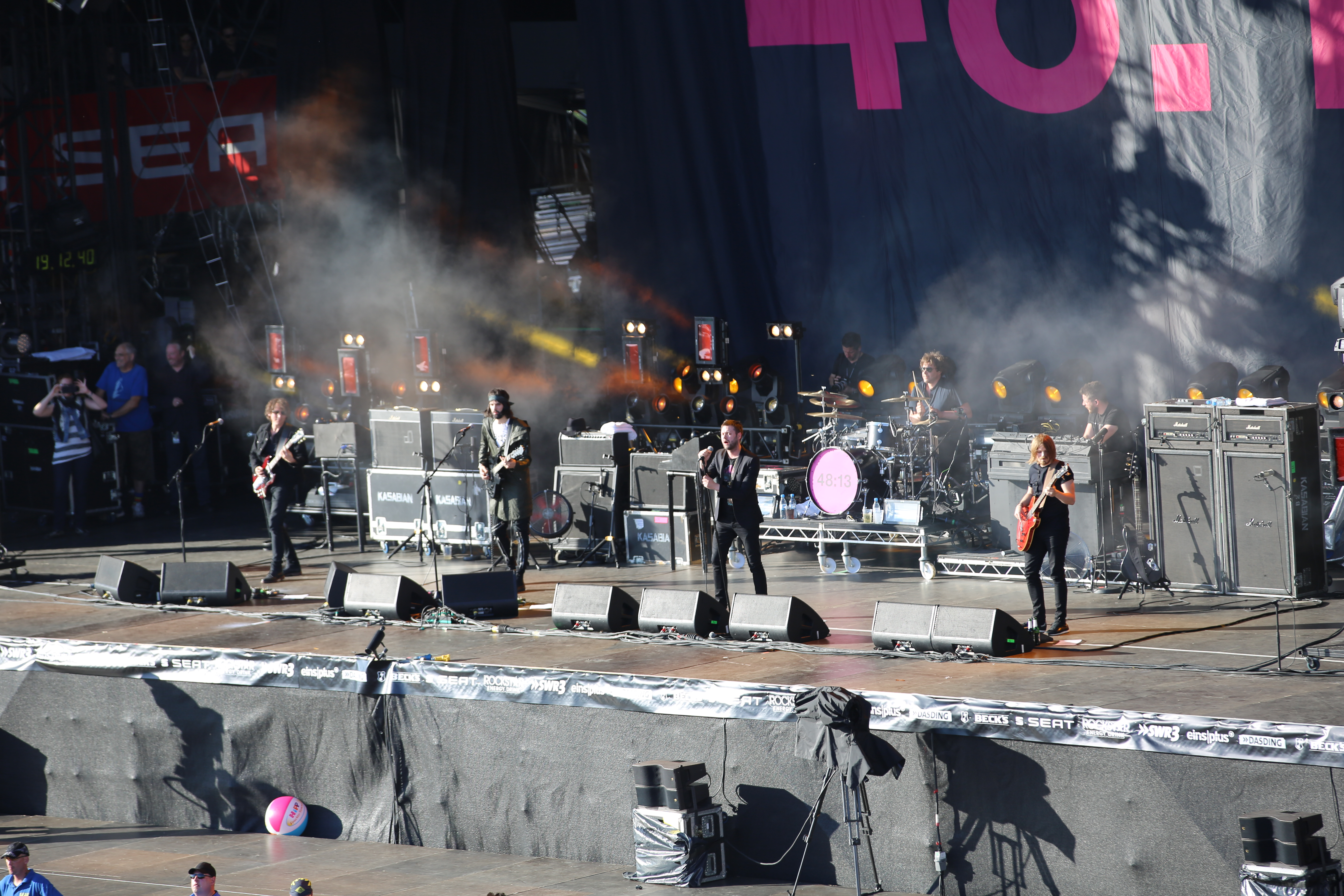
La band si esibisce al Rock am Ring 2014 in promozione dell'uscita dell'album

Meighan ha in seguito aggiunto:

## Pubblicazione
La promozione dell'album è iniziata il 4 aprile 2014, quando Meighan e Pizzorno, vestiti entrambi di bianco, hanno tinteggiato di rosa un muro (appartenente all'amico della band Aitor Throup) nella città di Londra, per poi dipingerci sopra la scritta in nero "48:13". Successivamente, il 28 aprile, "48:13" è stato confermato come il titolo e la durata del nuovo album sul sito ufficiale dei Kasabian. Viene anche annunciato l'inizio dei preordini del disco, la sua data di uscita e la lista tracce. Lo stesso giorno eez-eh, il primo singolo, viene presentato in anteprima su alcune radio europee. Successivamente viene reso disponibile per il download il brano explodes, scaricabile gratuitamente da coloro che preordinino l'album su iTunes.
Il tour di 48:13 inizia il 30 aprile 2014 a Parigi, dove viene presentato un nuovo brano dell'album, bumblebeee, e beanz, B-side di eez-eh. Il 6 maggio, in diretta su Radio 105, la band suona acusticamente anche un'altra nuova canzone, stevie. Il brano viene poi riproposto con l'intera band nell'episodio del 13 maggio di Later... with Jools Holland su BBC Two insieme a bumblebeee, che viene successivamente pubblicato come secondo singolo estratto dall'album.
Il 3 giugno l'album è stato reso disponibile per lo streaming gratuito sull'iTunes britannico. Il 9 e il 10 giugno, in occasione dell'uscita ufficiale dell'album in Europa, i Kasabian sono presenti alle librerie Feltrinelli rispettivamente di Roma e di Milano per firmare i dischi dei fan italiani.
La settimana successiva l'album viene pubblicato anche in Australia e Nuova Zelanda, mentre in Giappone 48:13 viene pubblicato il 18 giugno 2014 con due tracce aggiuntive: beanz e gelfling. La data di pubblicazione negli Stati Uniti, fissata al 7 ottobre 2014, viene annunciata nel luglio dello stesso anno, accompagnata da un tour nordamericano tra settembre e ottobre.
Il 17 novembre 2014 l'album è stato ripubblicato in un'edizione deluxe comprendente l'album con le tracce bonus giapponesi e un DVD contenente il concerto della band tenutosi a Leicester il 21 luglio 2014.

## Stile musicale
Pizzorno descrive la musica dell'intero disco come un mix di rock anni sessanta, musica elettronica e hip hop, con qualche influenza ska e punk. Sono tuttavia presenti anche sonorità psichedeliche e indie.
Come Empire, l'album può essere diviso in tre parti, anche grazie ai tre intermezzi semi-strumentali: bumblebeee e stevie rappresentano la parte più rock e adrenalinica del disco, mentre tra doomsday ed explodes si racchiude la parte più elettronica, caratterizzata dalla lunga e particolare treat. La terza e ultima parte vede alternarsi entrambe le due facce del gruppo, con brani tipicamente rock come clouds e altri più vicini all'elettronica come il primo singolo eez-eh, inaspettatamente dance. L'album si chiude con la ballata folk rock s.p.s, dedicata da Pizzorno all'amico Tom Meighan.
I brevi intermezzi dell'album sono profondamente ispirati al cinema: (shiva) sembra essere ispirato ai film di Stanley Kubrick, mentre (mortis) e (levitation) sono dei chiari tributi alle musiche western di Ennio Morricone. Come nei precedenti lavori del gruppo, le varie e diverse sonorità di 48:13 sono state paragonate a lavori di altri artisti come The Stone Roses, The Beatles e Oasis, ma anche di The Prodigy, The Beach Boys, Soulwax, The Chemical Brothers e Pendulum.

## Accoglienza
| Recensione          | Giudizio |
| ------------------- | -------- |
| All-Noise           |          |
| AllMusic            |          |
| Clash Magazine      |          |
| The Daily Telegraph |          |
| Digital Spy         |          |
| DIY Magazine        |          |
| Drowned in Sound    |          |
| Fortitude           |          |
| The Guardian        |          |
| The Independent     |          |
| musicOMH            |          |
| NME                 |          |
| The Observer        |          |
| Onda Rock           |          |
| PopMatters          |          |
| Q                   |          |
| Rock Shock          |          |
| Sentireascoltare    |          |
| Sputnikmusic        |          |

In una primissima recensione dell'album, Andrew Trendell di Gigwise ha descritto l'album come il più ambizioso ma anche diretto che i Kasabian abbiano mai prodotto. Joe Zadeh, di Clash Magazine, ha invece bocciato l'album, definendolo "spazzatura". Per contro, James Derbyshire di Fortitude ha elogiato la direzione stilistica intrapresa dal gruppo, dando all'album un voto di 5 stelle su 5 e dichiarando che con 48:13 i Kasabian hanno trovato la loro vera identità. Anche il sito All-Noise ha apprezzato 48:13, definendolo come «l'album che consacrerà finalmente i Kasabian come una band che sa cosa vuole», e giudicandolo un grosso passo nella giusta direzione per la perfezione. Successivamente anche The Observer e The Guardian hanno giudicato positivamente l'album, dandogli entrambi 3 stelle su 5. John Murphy di musicOMH e James Hall del Daily Telegraph l'hanno invece definito "non ispirato" e "appannato" rispetto ai precedenti album della band, mentre NME lo trova più una «confusa, incerta, ma occasionalmente geniale prova di spingersi ai propri limiti» e The Independent una «mossa coraggiosa ma decisamente riuscita». Infine David Jeffries di AllMusic contesta lo stile musicale dell'album definendo i membri della band "troppo anziani" per fare questo tipo di musica, ma aggiunge anche che «la fame di sopravvivere e prosperare è palpabile come lo era nel loro album di debutto».
Agli NME Awards 2015 i Kasabian hanno ottenuto una nomination in 8 categorie (un record), tra le quali Miglior album, Miglior canzone e Miglior canzone ballabile (le ultime due per Eez-eh).

## Successo commerciale
L'album è il quarto dei Kasabian a debuttare direttamente alla prima posizione della Official Albums Chart, dopo Empire, West Ryder Pauper Lunatic Asylum e Velociraptor!. In Italia ha debuttato alla sesta posizione (Velociraptor! era arrivato all'undicesima), mentre nella maggior parte degli altri paesi europei non è riuscito a superare il suo predecessore in classifica. Negli Stati Uniti è arrivato alla 37ª posizione della Independent Albums, ma, come Velociraptor!, non è riuscito a entrare nella Billboard 200.
Durante la sua prima settimana di uscita ha venduto 91 000 copie, risultando il quinto album più venduto a livello internazionale. Nel Regno Unito il disco ha venduto oltre 70 000 copie in meno di una settimana, ricevendo a soli 6 giorni dalla sua uscita la certificazione di disco d'argento, per poi ottenere il disco d'oro (100 000 copie vendute) due settimane più tardi.

## Tracce
Testi e musiche di Sergio Pizzorno.
1. (shiva) – 1:07
2. bumblebeee – 4:01
3. stevie – 4:45
4. (mortis) – 0:48
5. doomsday – 3:40
6. treat – 6:53
7. glass – 4:48
8. explodes – 4:18
9. (levitation) – 1:19
10. clouds – 4:45
11. eez-eh – 3:00
12. bow – 4:27
13. s.p.s – 4:22

Tracce bonus nell'edizione giapponese e deluxe
1. beanz – 4:40
2. gelfling – 3:15

DVD bonus nell'edizione deluxe
Live at Victoria Park, Leicester
1. (shiva)
2. bumblebeee
3. Shoot the Runner
4. Underdog
5. Fast Fuse
6. Days Are Forgotten
7. eez-eh
8. Processed Beats
9. stevie
10. I.D.
11. The Doberman
12. Take Aim
13. Club Foot
14. Re-Wired
15. treat
16. Empire
17. Fire
18. Switchblade Smiles
19. Vlad the Impaler
20. Praise You (Fatboy Slim cover)
21. L.S.F.

## Formazione
Kasabian
- Tom Meighan – voce
- Sergio Pizzorno – voce, chitarra, tastiera, sintetizzatore, omnichord, programmazione
- Chris Edwards – basso
- Ian Matthews – batteria, percussioni

Altri musicisti
- Tim Carter – chitarra, programmazione
- London Metropolitan Orchestra – strumenti a corda (12 violini, 4 viole, 5 violoncelli, 5 contrabbassi)
- Ben Kealey – pianoforte elettrico in treat, pianoforte in clouds
- Gary Alesbrook – tromba in stevie, treat e s.p.s
- Trevor Mires – trombone in stevie, treat e s.p.s
- Andrew Kinsma – sassofono in stevie, treat e s.p.s
- Suli Breaks – parlato in glass
- Wilf Dillon – parlato in (mortis)

Produzione
- Sergio Pizzorno – produzione
- Jessica Dannheiser – assistenza produzione orchestrazioni
- Steve McLaughlin – ingegneria
- Mark "Spike" Stent – missaggio
- Mike Marsh – mastering

## Classifiche
| Classifica (2014)         | Posizione massima |
| ------------------------- | ----------------- |
| Australia                 | 11                |
| Austria                   | 22                |
| Belgio (Fiandre)          | 30                |
| Belgio (Vallonia)         | 18                |
| Danimarca                 | 40                |
| Francia                   | 46                |
| Germania                  | 26                |
| Giappone                  | 21                |
| Irlanda                   | 2                 |
| Italia                    | 6                 |
| Nuova Zelanda             | 20                |
| Paesi Bassi               | 28                |
| Polonia                   | 12                |
| Regno Unito               | 1                 |
| Scozia                    | 1                 |
| Spagna                    | 44                |
| Stati Uniti (independent) | 37                |
| Svizzera                  | 11                |

### Classifiche di fine anno
| Classifica (2014) | Posizione |
| ----------------- | --------- |
| Italia            | 95        |
| Regno Unito       | 27        |

## Date di pubblicazione
| Paese       | Data           | Etichetta        |
| ----------- | -------------- | ---------------- |
| Regno Unito | 9 giugno 2014  | Columbia Records |
| Europa      | 10 giugno 2014 | Sony Music       |
| Australia   | 14 giugno 2014 | Sony Music       |
| Giappone    | 18 giugno 2014 | Sony Music       |
| Stati Uniti | 7 ottobre 2014 | Harvest Records  |